# Myiotheretes striaticollis
Gaúcho-de-garganta-riscada ou asa-ruiva-de-garganta-raiada (Myiotheretes striaticollis) é uma espécie de ave da família Tyrannidae.
Pode ser encontrada nos seguintes países: Argentina, Bolívia, Colômbia, Equador, Peru e Venezuela.
Os seus habitats naturais são: regiões subtropicais ou tropicais húmidas de alta altitude, matagal tropical ou subtropical de alta altitude e florestas secundárias altamente degradadas.